# Слонов, Степан Егорович
Степа́н Его́рович Сло́нов (2 января 1927, с. Правдино, Омский округ — 1996) — бригадир тракторной бригады МТС имени Суворова Северо-Казахстанской области, Казахская ССР. Герой Социалистического Труда (1957). Член КПСС с 1955 года.

## Биография
Родился 2 января 1927 года в селе Правдино Исилькульского района Омского округа (ныне — село на территории района Магжана Жумабаева Северо-Казахстанской области Казахстана).
С 1942 года начал свою трудовую деятельность пятнадцатилетним подростком в колхозе родного села. После окончания школы механизации сельского хозяйства с 1943 года трудился трактористом на МТС имени Суворова. В 1947 году был назначен бригадиром трактористов. С 1953 по 1956 год — бригадир механизированного отряда.
Бригада Степана Слонова в 1956 году распахала 700 гектаров целинных земель. В этом же году было получено в среднем по 26 центнеров пшеницы на участке площадью 1291 гектаров. В 1957 году удостоен звания Героя Социалистического Труда «за особо выдающиеся успехи, достигнутые в работе по освоению целинных и залежных земель, и получение высокого урожая».
В 1959 году окончил сельскохозяйственный техникум по специальности «техник по механизации сельского хозяйства» и в этом же году был назначен старшим механиком колхоза «Новый путь». С 1961 года — главный инженер совхоза «Суворовский». Внедрил в мастерских совхоза поточно-узловой метод ремонта техники, в результате чего значительно увеличилась производительность труда. За эти достижения был награждён в 1967 году Орденом Трудового Красного Знамени.
В дальнейшем трудился управляющим Булаевским районным отделением «Казсельхозтехника», с 1981 года и до выхода на пенсию — начальник Булаевского райуправления дорог.
Несколько раз участвовал во Всесоюзной выставке ВДНХ (1957, 1975).
Скончался в 1996 году. Похоронен в городе Булаево.

## Награды
- Герой Социалистического Труда — указом Президиума Верховного Совета СССР 11 января 1957 года
- Орден Ленина
- Орден Трудового Красного Знамени (1967)
- Орден «Знак Почёта» (1975)
- Медаль «За доблестный труд в Великой Отечественной войне 1941—1945 гг.»
- Медаль «За освоение целинных земель»